# Фаза IV (фільм, 1974)
«Фаза IV» — науково-фантастичний фільм жахів 1974 року, знятий графічним дизайнером і режисером Солом Бассом за сценарієм Мейо Саймона, натхненний оповіданням Герберта Веллса 1905 року «Імперія мурах». У фільмі зіграли Майкл Мерфі, Найджел Девенпорт і Лінн Фредерік.
Інтер'єри знімали на Pinewood Studios в Англії, а екстер'єри знімали в Кенії, хоча дія фільму розгортається в пустелі Аризони в Сполучених Штатах. Його випустили Alced Productions і Paramount Pictures.
Фільм став касовим провалом і, отже, єдиним повнометражним фільмом, знятим Бассом. Проте згодом він став культовим завдяки телевізійним трансляціям, починаючи з 1975 року, а також показу на Mystery Science Theatre 3000 в епоху KTMA.
Новелізація сценарію, написана Баррі Н. Молзберґом, була опублікована як «Фаза IV» у листопаді 1973 року.

## Сюжет
Після вражаючої та таємничої космічної події мурахи різних видів зазнають швидкої еволюції, розвивають міжвидовий розум вулика та у пустелі Аризони будують сім дивних веж із геометрично ідеальним дизайном. Комахи також створюють коло на полі, де лишають трупи овець. За винятком однієї родини, місцеве населення тікає від дивних мурах. Стурбована влада відправляє команду з двох вчених, щоб розслідувати ці події. Один із вчених — британський біолог середнього віку Ернест Д. Габбс. Інший — молодий криптолог Джеймс Р. Леско, якого Хаббс найняв у надії, що він зможе розшифрувати повідомлення мурах і з'ясувати їхні наміри.
Раніше вчені створили комп'ютеризовану лабораторію в герметичному куполі, розташованому в зоні значної активності мурах в Аризоні. Мурашник і наукова команда борються між собою, хоча мурахи є більш ефективними агресорами. Мурахи вбивають родину місцевих фермерів. Виживає тільки молода жінка Кендра Елдрідж, яка чекає в куполі на евакуацію.
В оповіді головними героями є наукова команда, але є також мурахи, які виконують свої обов'язки в колонії. Коли люди використовують проти комах отруту, декілька мурах ціною свого життя доставляють зразок отрути своїй королеві. Вона випиває отруту і відкладає яйця з новим покоління мурах, яке володіє імунітетом. Габбс стає параноїком і переслідує єдину мураху, внаслідок чого ламає обладнання. Незабаром комахи проникають до лабораторії. Групи мурах заповзають у комп'ютери й виводять їх з ладу. За допомогою плоттера вони малюють схему лабораторії з позначкою. Після того, як Леско розшифровує мурашине повідомлення, Кендра переконується, що її дії розлютили мурах. Прагнучи врятувати двох науковців, вона покидає лабораторію і, вочевидь, жертвує собою.
Габбс і Леско розділяються в поглядах щодо боротьби з мурахами. Поки Леско думає, що може спілкуватися з мурахами за допомогою математичних повідомлень, Габбс планує знищити пагорб, який, на його думку, є центральним мурашником. Марячи від отруйного мурашиного укусу, Габбс ледве може взути черевики, але сповнений рішучості напасти на вулик і вбити мурашину королеву. Натомість Габбс буквально потрапляє у пастку — глибоку яму, яку мурахи засипають землею. Безсилий врятувати Габбса і переконаний, що мурахи незабаром переселяться в пустельні райони, де їхній ріст перевищить здатність людини контролювати їх, Леско вирішує слідувати плану Габбса. Він вирушає до вулика з каністрою інсектициду. Спустившись у вулик, Леско полює на королеву, але натомість знаходить Кендру, яка простягає руку з-під піску. Вони обіймаються, і Леско розуміє, що план мурах не в тому, щоб знищити людську расу, а в тому, щоб адаптувати людей і зробити їх частиною мурашиного світу. У закадровому голосі Леско каже, що вони з Кендрою не знають, які плани у мурах, але чекають на інструкції.

## Акторський склад
- Майкл Мерфі — Джеймс Р. Леско
- Найджел Девенпорт — доктор Ернест Д. Габбс
- Лінн Фредерік у ролі Кендри Елдрідж
- Алан Гіффорд — містер Елдрідж
- Гелен Хортон у ролі Мілдред Елдрідж
- Роберт Гендерсон — Кліт
- Девід Гілі як диктор радіо (голос, в титрах не вказаний)

## Виробництво
Кен Міддлхем, фотограф дикої природи, який знімав сцени комах для «Фази IV», також знімав послідовності комах для документального фільму «Хроніка Геллстрома». В обох широко використовується фотографія комах великим планом.
Комп'ютери, якими користувався Лесько, були не фіктивними наборами миготливих вогнів, а реальними комп'ютерами, такими як GEC 2050.
Ідея «Фази IV», очевидно, виникла під час коктейлів у 1971 році, коли Пітер Барт із Paramount вечеряв із Раулем Радіном і запитав його, що той готує. Радін відповів історією про мурах, хоча насправді нічого не знав. Згодом Радін зателефонував Бассу, який мав друга, що працював з мурахами, і вони швидко домовилися про спільну роботу.
Під час зйомок Сол Басс був стурбований фігурою 20-річної Лінн Фредерік, оскільки вона грала 16-річну дівчину. Вона була змушена носити спеціально розроблений і болючий залізний корсет, який стягував її груди (щоб вона виглядала молодшою) протягом усього зйомок. Басс також намагався переконати Фредерік обмежити свій раціон курячим бульйоном і чорною кавою.
За книгою «Майбутній час», «Басс спочатку зняв вражаючий, сюрреалістичний монтаж тривалістю чотири хвилини, який показував, яким буде життя на „новій“ Землі, але його вирізав дистриб'ютор». Цей монтаж мав на меті припустити, що два вцілілі персонажі були змінені внаслідок створення мурахами наступного кроку в еволюції людства та комах. Кадри з оригінальної послідовності монтажу з'являються в кінотеатральному трейлері, який, імовірно, був підготовлений до того, як були зроблені скорочення до фільму.
На початку 2012 року в колекції Сола Басса в Архіві кіноакадемії було знайдено вицвілий відбиток оригінальної фінальної послідовності в попередній версії фільму, яку вперше показали глядачам 1973 року. У червні 2012 року цей уривок був показаний публіці в Лос-Анджелесі в кінотеатрі Cinefamily після показу театральної версії. В архіві кіноакадемії вдалося віднайти оригінальні елементи фільму для монтажу — набір майстрів розділення — в архівах Paramount Studio. Співробітники архіву рекомбінували розділення, відтінили їх для презентації та відсканували в цифровому форматі. Ця відновлена монтажна кінцівка, а також нова 35-міліметрова копія театральної версії, була показана в кінотеатрі Alamo Drafthouse в Остіні, штат Техас, у рамках цілого дня фільмів Сола Басса у грудні 2012 року, а потім була показана в окремих артхаусних кінотеатрах в інших містах.
Новелізація сценарію Мейо Саймона, написана Баррі Н. Мальзберґом, дає натяк на остаточну версію Басса, оскільки в ній використовується нерозрізана версія сценарію Саймона.

## Домашнє відео
Фільм був випущений на VHS студією Paramount Pictures, яка створила фільм. DVD був випущений Legend Films у 2008 році, а DVD і Blu-ray були випущені Olive Films у 2015 році. Усі ці випуски є базовими версіями і не містять жодних спеціальних функцій, таких як оригінальний театральний трейлер або сцени, вирізані з оригінальної версії фільму.
Альтернативна кінцівка фільму про яку давно ходили чутки, не розповсюджувалася, доки її не виявив і не відреставрував кіноархів Академії кінематографічних мистецтв і наук. Тепер він доступний на iTunes Extras у рамках святкування 45-річчя фільму. У 2020 році британський відеолейбл 101 Films випустив «Фазу IV» у дводисковому обмеженому тиражі Blu-ray, який включає відновлену оригінальну кінцівку як додаткову, а також кілька короткометражних фільмів, знятих Бассом.
У 2024 році американський відеолейбл Vinegar Syndrome випустив фільм у тридисковому комбінованому наборі 4K/Blu-ray, який включає театральну версію на диску 4K і першому диску Blu-ray, а другий диск Blu-ray містить реконструкцію оригінальної допрем'єрної версії з відновленим повним монтажем кінцівки та кількома іншими відновленими фрагментами фільму. Документальний фільм про створення фільму, доріжка з коментарями історика кіно Метью Еспрі Ґіра та інтерв'ю з композитором Брайаном Ґаскойном включені як бонусні матеріали.

## Саундтрек
Брайан Гаскойн був головним композитором, а Стому Ямашта відповідав за музику в останній послідовності монтажу, яку було вирізано з кінотеатрального випуску. Електронну музику створили Девід Ворхаус і Дезмонд Бріско. <i>Waxwork Records</i> випустив саундтрек на вінілі в березні 2015 року. Він не включає вирізану останню послідовність монтажної музики Стому Ямашти. Це був перший випуск саундтреку в будь-якому форматі.

## Відгуки
Після першого показу в кінотеатрах фільм отримав змішані відгуки. У загалом позитивній рецензії Джей Кокс з Time побачив фільм як «хорошу, моторошну розвагу, з інтерлюдіями такої неспокійної візуальної інтенсивності, що це стає, у найкращому вигляді, втіленням кошмару». У негативній рецензії Variety написав, що цей фільм про екологічного монстра «не виправляв помилки до виходу». Time Out London писав, що спецефекти мають пріоритет над ідеєю. А. Х. Вейлер з The New York Times писав: «Попри всі свої добрі, наукові та людські наміри, „Фаза IV“ вимагає фази V більш повних пояснень».
Веб-сайт зібраних рецензій Rotten Tomatoes дав фільму 53 % на основі 19 рецензій із середньою оцінкою 5,7/10. Ігнатій Вишневецький з The A.V. Club описав його як «створений більше, ніж режисерський, і змонтований навколо принципів кольору та лінії, а не навколо виконання чи сюжету». Білл Ґіброн з PopMatters оцінив його в 7 зірок із 10 і написав, що «для кожного банального моменту пробивання дірок є захоплюючий простір, доповнений візуальними чудесами фільму». Девід Корнеліус з DVD Talk оцінив його в 4,5/5 зірок і написав: «Дивіться його пізно ввечері при вимкненому світлі, і ви дуже налякаєтеся».
«Фаза IV» отримала Гран-прі 1975 року на Міжнародному фестивалі науково-фантастичних фільмів у Трієсті, Італія.

## Спадщина
Це перший фільм, який зображує геометричні кола на полях, у даному випадку створені суперрозумними мурахами. Фільм вийшов на два роки раніше, ніж перші сучасні повідомлення про кола на полях у Великій Британії, і його вважали можливим джерелом натхнення чи впливу на пранкерів, які почали це явище.
Згодом фільм став культовим. Фільм значно вплинув на останнє покоління режисерів науково-фантастичних фільмів та інших митців візуальних медіа. У науково-фантастичному фільмі Ніколаса Ґолдбарта «Фаза 7», «Фаза IV» відтворюється на телевізорі в квартирі головних героїв. Сценарист/режисер Панос Косматос описав «Фазу IV» як дуже значний вплив на зовнішній вигляд його науково-фантастичного фільму «За межами чорної веселки».
Музичне відео Radical Friend на пісню Yeasayer 2009 року «Ambling Alp» є даниною поваги до «Фаза IV», а зображення у відео натхненні деякими візуальними елементами фільму.
У січні 1989 року «Фаза IV» була показана в одному з перших епізодів «Містичний науковий театр 3000».